# Хольц, Юрген
Юрген Хольц (нем. Jürgen Holtz; 10 августа 1932, Берлин, Веймарская республика — 21 июня 2020, Берлин) — немецкий актёр театра, кино и телевидения, художник, писатель
.

## Биография
С 1952 года учился актёрскому мастерству в Немецком театральном институте в Веймаре и в театральной школе Лейпцига, которую окончил в 1955 году.
Дебютировал на сцене театра в Эрфурте (1955—1957), играл в театрах Бранденбург-на-Хафеле (1957—1960), Грайфсвальда (1960—1964), в Восточном Берлине, а с 1966 по 1974 год — в берлинском Немецком театре.
С 1974 года Хольц был участником коллектива Берлинер ансамбль. В 1983 году после гастролей остался в Западной Германии. С 1995 года снова выступал в Немецком театре в Берлине, а с 2000 года — в Национальном театре Мангейма .
Часто работал на радио, снимался в кино и на телевидении.
Художник. Картины Хольца выставлялись на выставках, в том числе в галерее Бернета Бертрама в Берлине в 2020 году.
Автор автобиографии «He, Geist! Wo geht die Reise hin?» опубликованной в 2015 г.
С 1952 по 2014 год снялся в 82 кино-, телефильмах и сериалах.

## Избранная фильмография
- 2010 — Любовь втроём
- 2007 — Ты не одинок
- 2003 — Гуд бай, Ленин! — Герр Гански
- 2001 — Сделано в Израиле — Эгон Шульц
- 1992—2006 — Закон Вольфа
- 1986 — Роза Люксембург — Карл Каутский
- 1985 — Моренга — фон Кагенек
- 1981—2005 — Одно дело на двоих
- 1980 — Карл Маркс. Молодые годы — Макс Долешаль
- 1976 — Свет на виселице — Поль Галлаудек
- 1973 — Виноваты туманы — Якоб
- 1972 — Дело об убийстве Церник — комиссар Берхтольд
- 1972 — Шестеро странствуют по свету
- 1971 — Присяжные
- 1969 — Красная рябина
- 1968 — Король прессы из Гамбурга эпизод
- 1968 — Как выйти замуж за короля? Файт, солдат

## Награды
- Grimme-Preis (1990)
- Актёр года (1993)
- Гессенская премия по культуре (Hessischer Kulturpreis, 2004)
- Театральная премия Берлина (Theaterpreis Berlin, 2013)
- Премия Конрада Вольфа (Konrad Wolf Prize, 2014).

Умер от рака.